# Nezula grisea
Nezula grisea är en fjärilsart som beskrevs av William Schaus 1896. Nezula grisea ingår i släktet Nezula och familjen björnspinnare. Inga underarter finns listade i Catalogue of Life.